# Badisches Rotes Kreuz
Der Deutsches Rotes Kreuz, Landesverband Badisches Rotes Kreuz e.V ist einer von 19 Landesverbänden des Deutschen Roten Kreuzes (DRK) mit Sitz in Freiburg im Breisgau. Er hat fast 140.000 Mitglieder. Amtierender Präsident ist, der Landrat des Landkreises Emmendingen, Hanno Hurth, derzeitiger Landesgeschäftsführer ist Leonard von Hammerstein.

## Geschichte
Bereits am 6. Juni 1859 gründete die Großherzogin Luise von Baden den Badischen Frauenverein (siehe: Frauenverein) als Vorläufer der Rotkreuz-Schwesternschaft. Die Krankenpflegeabteilung des Badischen Frauenvereins wurde am 29. Juni 1866 durch den Wunsch der Großherzogin unter die Statuten des Roten Kreuzes gestellt. Dies gilt als Gründungsdatum für die nationale Rotkreuz-Gesellschaft im Großherzogtum Baden.
Der Vorläufer des Badischen Roten Kreuzes war der am 18. November 1871 durch einen Zusammenschluss zwischen dem Badischen Männerhilfsverein und dem Badischen Frauenverein entstandene Badische Landeshilfsverein, der im Deutsch-Französischen Krieg 1870/71 42 Lazarette für die Soldaten im eigenen Land sowie im Elsass dreizehn Lazarette, vier Sanitätsmagazine und zeitweise zwei Erfrischungsstationen unterhielt. Das badische Kriegsministerium erließ hierzu folgenden Aufruf: „Das deutsche Vaterland ist vom Feinde bedroht. Im Gefühl der Gerechtigkeit seiner Sache blickt es voll Vertrauen auf die patriotische Hingebung aller seiner Söhne. Unsere für Fürst und deutsche Ehre ins Feld rückenden Truppen sind noch nicht im Besitze der notwendigen Anzahl ärztlicher Kräfte. Es ergeht daher an die Ärzte Badens, welche sicherlich keinem ihrer Mitbürger an Patriotismus nachstehen werden, der dringende Aufruf, während des bevorstehenden Feldzuges ihren kämpfenden Brüdern ihren Beistand zuzuwenden“. Auch der Badische Frauenverein, der sich später dem Roten Kreuz anschloss, spielte in der damaligen Zeit eine wichtige Rolle. Zu den Arbeitsfeldern des Vereins gehörten nach der Jahrhundertwende die Fürsorge für Arme, Wöchnerinnen und Säuglinge, Kinder, schulentlassene Mädchen und Arbeiterinnen sowie Krankenpflege und Tuberkulosebekämpfung. Durch die Zugehörigkeit zum Roten Kreuz war der Verein zur Unterstützung des militärischen Sanitätsdienstes im Kriegsfall verpflichtet.
Am 25. Januar 1921 kam es zur Gründung des Deutschen Roten Kreuzes durch den Zusammenschluss aller schon bestehenden deutschen Rot-Kreuz-Landesverbände und Landesfrauenvereine, wodurch auch das Badische Rote Kreuz zum Landesverband in der Republik Baden wurde. Der nach dem Zweiten Weltkrieg am 25. November 1947 gegründete und am 12. April 1948 eingetragene DRK-Landesverband Südbaden für das damalige Bundesland Südbaden blieb nach der Gründung des Bundeslands Baden-Württemberg bestehen und nahm 1987 den historischen Namen Badisches Rotes Kreuz an. Im Gegensatz zum ursprünglichen Badischen Roten Kreuz deckt es heute nur Südbaden ab. Die DRK-Kreisverbände Nordbadens gehören zum DRK-Landesverband Baden-Württemberg.

### Präsidenten des DRK-Landesverbandes
| Zeitraum    | Präsident                     |
| ----------- | ----------------------------- |
|             |                               |
| 1966 – 1975 | Karl Benz (Stiftungsdirektor) |
| 1975 – 1993 | Josef Großmann                |
| 1993 – 1997 | Brigitta Freifrau von Rotberg |
| 1997 – 2023 | Jochen Glaeser                |
| seit 2023   | Hanno Hurth                   |

## Organisation
Das Badische Rote Kreuz ist ein eingetragener Verein in der zweiten Ebene der Organisationsstruktur. Das Kennzeichen des Verbandes ist das völkerrechtlich anerkannte Rote Kreuz auf weißem Grund. Das Recht zur Führung wird durch den Bundesverband vermittelt.

### Mitgliedsverbände
Das Gebiet des Badischen Roten Kreuzes entspricht dem ehemaligen Bundesland Südbaden. Es besteht aus 15 Kreisverbänden und 221 Ortsvereinen.
Die Kreisverbände sind:
- Baden-Baden e.V.
- Bühl-Achern e.V.
- Donaueschingen e.V.
- Emmendingen e.V.
- Freiburg e.V.
- Kehl e.V.
- Landkreis Konstanz e.V.
- Lörrach e.V.
- Müllheim e.V.
- Ortenau e.V.
- Rastatt e.V.
- Säckingen e.V.
- Villingen-Schwenningen e.V.
- Waldshut e.V.
- Wolfach e.V.

Daneben hat das Badische Rote Kreuz noch folgende Korporative Mitglieder:
- ADAC Südbaden
- Bergwacht Schwarzwald e.V.
- Gesellschaft zur Förderung psychisch Kranker GmbH
- DRK-Blutspendedienst Baden-Württemberg-Hessen gGmbH
- DRK-Rettungsdienst Ortenau gGmbH
- Lebenshilfe Villingen-Schwenningen e.V.
- Bürgerheim Villingen-Schwenningen e.V.
- Gesellschaft für Mobile Medizinische Dienste mbH
- Donum vitae und Sozialstation Dreisam

### Einrichtungen und Beteiligungen
- Gesellschaft für mobile medizinische Dienste gGmbH
- Rettungsdienst Ortenau gGmbH
- Landesschule Baden-Württemberg gGmbH
- DRK-Blutspendedienst Baden-Württemberg-Hessen gGmbH

### Mitgliedschaften
Das Badische Rote Kreuz ist Gründungsmitglied des Bundesverbands vom Deutschen Roten Kreuzes.

## Aufgaben
Das Badische Rote Kreuz nimmt als freiwillige Hilfsgesellschaft für die deutschen Behörden im humanitären Bereich die Aufgaben wahr, die sich aus den Genfer Abkommen von 1949, ihren Zusatzprotokollen und dem DRK-Gesetz ergeben.

### Bevölkerungsschutz
Das Badische Rote Kreuz stellt für 24 Einsatzeinheiten des Bevölkerungsschutzes des Landes Baden-Württemberg, 32 Schnelleinsatzgruppen und 6.189 aktive Mitglieder in 255 Bereitschaften zur Verfügung. Außerdem ist das Badische Rote Kreuz am Zivil- und Katastrophenschutz-Konzept des Bundes mit der Beteiligung an zwei medizinischen Task Forces vertreten.

### Rettungsdienst
Der Rettungsdienst ist eine staatliche/öffentliche Aufgabe der Daseinsvorsorge.
In Baden-Württemberg hat das Land diese Aufgabe an die Rettungsdienstorganisationen übertragen. Der Rettungsdienst gliedert sich in Notfallrettung und Krankentransport.
In der Notfallrettung geht es um Kranke oder Verletzte, die sich in Lebensgefahr befinden oder bei denen schwere gesundheitliche Störungen zu erwarten sind, wenn sie nicht umgehend medizinische Hilfe erhalten.
Hingegen bedeutet Krankentransport die fachgerechte Beförderung von Kranken, Verletzten oder sonstigen Hilfebedürftigen.

### Soziale Arbeit
Die Angebote im Bereich der Sozialen Arbeit im Badischen Roten Kreuz reichen von Angeboten für Senioren mit Gesundheitsprogrammen und Besuchsdienst bis hin zur Kinder- und Jugendhilfe inklusive der Prävention von Grenzverletzungen.

### Freiwilligendienste
Seit mehr als 20 Jahren vermittelt das Badische Rote Kreuz jungen Menschen Einsatzstellen für das Freiwillige Soziale Jahr (FSJ) oder den Bundesfreiwilligendienst (BFD). 2019 fanden rund 1300 Bewerberinnen und Bewerbern ihren Platz im Freiwilligendienst über den DRK-Landesverband Badisches Rotes Kreuz, der damit der größte Anbieter für das FSJ in Baden ist. Neben FSJ und BFD bietet das Badische Rote Kreuz das weltwärts-Programm an, in dem junge Menschen aus Deutschland in Freiwilligendienst nach Chile, Mexiko und Peru und junge Chilenen und Mexikaner in südbadische Einsatzstellen vermittelt werden.

### Erste Hilfe
Die Kreisverbände des Badischen Roten Kreuzes bieten verschiedene Kurse in Erster Hilfe an.

### Badisches Jugendrotkreuz
Das Badische Jugendrotkreuz ist der anerkannte und eigenverantwortliche Jugendverband im Badischem Roten Kreuz. Durch seine Erziehungs- und Bildungsarbeit führt das Jugendrotkreuz junge Menschen an das Ideengut des Roten Kreuzes heran und trägt zur Verwirklichung seiner Aufgaben bei und engagieren sich für Gesundheit, Umwelt, Frieden und internationale Verständigung. Es vertritt die Interessen der jungen Menschen des Badischen Roten Kreuzes.

### Der Gesundheitsfonds für Menschen ohne Aufenthaltserlaubnis
Leitsatz der Hilfen durch das Rote Kreuz ist, dass das Maß der Not ausschlaggebend ist, ohne Ansehen der Gründe für diese Notlage. In der Charta der Rotkreuz- und Rothalbmond-Gesellschaften, die 2002 in Berlin verabschiedet wurde, heißt es:
„Wir verpflichten uns, uns unverzüglich und dauerhaft der menschlichen Not zuzuwenden, die durch alle Formen von Bevölkerungsbewegungen entstehen, ohne Rücksicht auf die rechtliche und gesellschaftliche Stellung der betroffenen Menschen und den Zugang zu entsprechender Gesundheitsversorgung für alle Menschen unter allen Umständen sicherzustellen.“
Als einer der ersten Landesverbände des DRK hat das Badische Rote Kreuz 2008 einen Gesundheitsfonds für Flüchtlinge ohne legalen Aufenthalt ins Leben gerufen. Für medizinische Versorgungsleistungen können Ärzte, Sozialarbeiter und Beratungsstellen beim Badischen Roten Kreuz einen Antrag stellen.

### Das medico-soziale Zentrum
Seit 1996 finanziert das Badische Rote Kreuz die Arbeit der Beratungsstelle, in der ursprüngliche Opfer des Nationalsozialismus und des Stalinismus Hilfe und Unterstützung erhielten. Mittlerweile steht das Zentrum allen bedürftigen alten Menschen der Freiburger Partnerstadt offen.
Erste Kontakte zum Ukrainischen Roten Kreuz entstanden im Jahr 1990, als nach der Öffnung der Grenzen zu Osteuropa Hilfsgüter nach Lviv geschickt wurden. Mit der Zeit entstand die Idee, ein Beratungszentrum einzurichten, das im August 1996 seine Arbeit aufnahm. Seit einigen Jahren nimmt das MSZ eine weitere Aufgabe wahr und versorgt mittellose, alte Menschen mit kostenlosen Medikamenten.
Entscheidenden Anteil daran, dass das Badische Rote Kreuz das Zentrum unterstützen kann, hat der Journalist und Fotograf Till Mayer. Mit seinen Reportagen und Dokumentationen, die das Schicksal dieser alten Menschen zeigen, ruft er regelmäßig zu Spenden für das MSZ auf, die das Badische Rote Kreuz in die Ukraine weiterleitet.

### Covid-19 Teststelle in Neuenburg
Das Badische Rote Kreuz übernahm die Testungen im Auftrag des Sozialministeriums für Reiserückkehrer. Bis zum Abend des 30. September 2020 wurden – seit Beginn der Testungen am 14. August – 69.983 Personen abgestrichen.